# Севастьянов, Пётр Иванович
Пётр Иванович Севастьянов (4 [16] августа 1811 — 10 [22] января 1867) — российский археолог, юрист, собиратель христианских древностей.

## Биография
Родился Пётр Иванович 4 августа 1811 года в уездном городе Краснослободске Пензенской губернии, в семье известного купца. Его отец — Иван Михайлович Севастьянов — купец первой гильдии, винный магнат по Пензенской и Нижегородской губерниям. Первое воспитание получил дома, под непосредственными указаниями и при участии знаменитого Михаила Сперанского. С 1822 года учился в московском пансионе, а затем поступил в Московский университет, и в 1829 году окончил юридический факультет со степенью кандидата. С 1831 до 1851 годах служил в Петербурге уголовным стряпчим, товарищем губернского прокурора, в Военном министерстве, в городской общей думе и в депутатском собрании, при этом часто приходилось делать поездки по России. Вышедши в отставку, занялся исключительно археологией. С 1859 по 1864 год он снова служил, на этот раз в Министерстве Народного Просвещения и был членом археологической комиссии; но это не мешало ему совершать обширные путешествия. Первое путешествие его по Западной Европе было в 1840 году и с тех пор в несколько путешествий исколесил Европу во всех направлениях, от Киля до Марселя, от Берлина до Парижа, от Лондона до Триеста, от Брюсселя до Рима и Неаполя. Ему знакомы были северные берега Африки, Египет, Сирия, Палестина, Смирна, Константинополь и Афон. Цель всех этих поездок было отыскивание, собирание и срисовывание христианских древностей.
До начала 1850-х годов Севастьянов интересовался в-основном Востоком, христианством Кавказа, Грузии и сам приготовлялся к будущей деятельности разнообразным чтением.
Позднее, вплоть до 1857 года он сосредоточился на родине христианства, Палестине, обрабатывал до мельчайших подробностей топографию Святой земли, изготавил рельефный план Иерусалима и прочее.
Затем он ближе познакомился с Константинополем и начал разыскания на Афоне (с 1857 г.), где он наткнулся на неисчерпаемый и непочатый запас весьма ценных древностей христианства. Известно, что после взятия Константинополя турками важнейшие сокровища православия нашли убежище на горе Афонской; сюда же стекались и ценные древности славянских государств, Болгарского, Сербского и прочих. В это время Севастьянов собрал очень большие коллекции, большею частью в копиях и снимках, которые обратили на себя внимание европейских ученых. В конце 1858 г. эти коллекции были выставлены в Париже. Он даже введен был ко двору и за свою деятельность получил Высочайшее одобрение.
С 1859 года в его жизни начинался самый блестящий период. Осыпанный ласками, вниманием высочайших и вельможных особ, снабженный пособием в 16 тысяч рублей, Севастьянов отправился в официальную командировку, опять на Афон, во главе многих художников и исполнителей, приглашенных им из Западной Европы, и пробыл там 14 месяцев. Все, собранное там, привозилось и сдавалось в Академию Художеств, куда поступило до 1200 иконных изображений, до 200 чертежей византийского зодчества, более 5000 страниц рукописей и до 150 древних подлинников икон. Думали даже образовать особый Византийский музей для помещения всех этих сокровищ. Но по разным обстоятельствам и соображениям, значительная часть древностей, собранных Севастьяновым и лично ему принадлежавших, были помещены в Московский публичный музей, где они занимали 4 зала. При этом сам Севастьянов весьма много работал в музее над распределением и классификациею собранных им древностей.
С 1864 года, когда Севастьянов возвратился из Москвы в Петербург и принялся за новое собирание рисунков и гравюр, он поехал в Италию, где отыскивал древности, относящиеся к эпохе до разделения церквей. Между прочим, он был в Париже на археологической выставке и в то же время продолжал поиски за древностями. В 1866 году он возвратился с огромными приобретениями по части древностей в Россию, сначала в Вильну, куда звали его в качестве начальника предполагавшегося музея, а оттуда в Петербург, где он вскоре умер от чрезмерных трудов и запущенной болезни. Похоронен в Александро-Невской лавре, между Суворовым и Паниным.
Петр Иванович не имел детей и уделял особое внимание воспитанию детей брата, Василия Ивановича Севастьянова, который был женат на Марии Владимировне Исленьевой, представительнице старинного рода Исленьевых (кузине матери Софьи Андреевны Толстой)
Потомки Севастьяновых живут в Санкт-Петербурге. Байер Елена Михайловна, юрист и общественный деятель - двоюродная прапраправнучка Петра Ивановича.